# Seltjarnarnes
Seltjarnarnes (kiejtése: ˈsɛlˌtʰja(r)tnarˌnɛːs, korábban Seltjarnarneshreppur) önkormányzat és település Izland Nagy-Reykjavík régiójában.
2007-ben Seltjarnarnes lett a világ első városa, ahol az optikai hálózat kiépítettsége száz százalékos.

## Története
A mai Reykjavík területén 1786-ban mezővárost alapítottak. A későbbi főváros területe a 19. és 20. századokban többször is változott Seltjarnarnes kárára, ahol ekkor a mezőgazdaság és a halászat voltak a legjelentősebb iparágak.
A második világháború végén Seltjarnarnes kivált Kópavogurból; városi rangot 1974. március 29-én kapott.

## Oktatás
A városban kettő iskola van: a Mýrarhúsaskóliban első és hatodik, a Valhúsaskóliban hetedik és tizedik közötti osztályok vannak.. A két intézményt 2004. augusztus 1-jén Grunnskóli Seltjarnarnes néven összevonták.
Az 1895-ben Ólafur Guðmundsson által alapított Mýrarhúsaskóli az ország egyik legrégebbi iskolája; a Valhúsaskóli ebből vált ki 1974-ben, az összevonásig pedig önálló intézményként működött.

## Kultúra
Az Izlandi Orvostudományi Múzeum a Nesstofa házban működik, amely Bjarni Pálsson, az ország első egészségügyi miniszterének lakóhelye volt. Seltjarnarnesben csillagvizsgáló üzemel.
A Norðurpóllinn színház 2010 és 2013 között egy azóta lerombolt gyárépületben működött.

## Sport
A városban van az Íþróttafélagið Grótta labdarúgócsapat székhelye.

## Testvérvárosok
Seltjarnarnes testvértelepülései:
- Lieto, Finnország
- Nesodden, Norvégia
- Herlev, Dánia
- Höganäs, Svédország

## Fordítás
- Ez a szócikk részben vagy egészben  a   Seltjarnarnes című izlandi Wikipédia-szócikk ezen változatának fordításán alapul.  Az eredeti cikk szerkesztőit annak laptörténete sorolja fel. Ez a jelzés csupán a megfogalmazás eredetét és a szerzői jogokat jelzi, nem szolgál a cikkben szereplő információk forrásmegjelöléseként.
- Ez a szócikk részben vagy egészben  a   Seltjarnarnes című angol Wikipédia-szócikk ezen változatának fordításán alapul.  Az eredeti cikk szerkesztőit annak laptörténete sorolja fel. Ez a jelzés csupán a megfogalmazás eredetét és a szerzői jogokat jelzi, nem szolgál a cikkben szereplő információk forrásmegjelöléseként.